# Paepalanthus argyrolinon
Paepalanthus argyrolinon är en gräsväxtart som beskrevs av Friedrich August Körnicke. Paepalanthus argyrolinon ingår i släktet Paepalanthus och familjen Eriocaulaceae. Inga underarter finns listade i Catalogue of Life.